# Capitale culturelle
Ne doit pas être confondu avec Capital culturel.
Une capitale culturelle est un centre urbain ayant une grande importance culturelle dans un espace donné et constituant le référent identitaire fondamental de ce territoire.
Cette notion est souvent utilisée en contraposition avec celle de « capitale économique ».

## Définition
Selon Christophe Charle, les capitales culturelles sont des centres urbains de grande importance culturelle qui, s'étant soumises à un processus d'émergence et d'affirmation de l'identité nationale, répondent à une série de conditions préliminaires (linguistiques, politiques, économiques...), tout particulièrement sur les questions d'ordre culturel qui stimulent l'identification d'une collectivité en tant que nation : une histoire commune, une littérature, des traditions culturelles et esthétiques (comme la musique) et des lieux de mémoire,.
La définition de capitale culturelle est flexible et inclut « les espaces urbains dont suffisamment d’indices convergents permettent d’établir qu’ils sont, à l’époque considérée, un lieu d’attraction et de pouvoir structurant de tel ou tel champ de production symbolique ». Ainsi, pour qu’une capitale culturelle soit considérée comme telle, son espace social doit être le résultat de l’accumulation conjointe d’institutions et de productions culturelles de générations distinctes, de l’inscription de l’histoire culturelle en des lieux spécifiques et du questionnement permanent des limites entre secteurs de la vie culturelle. La ville a une double fonction sociale et artistique ; en premier lieu comme paysage littéraire, et en tant que tel, comme un imaginaire construit par l'accumulation d'œuvres littéraires écrites qui ont significativement fixé les caractéristiques du lieu dans la mémoire des lecteurs, et en second lieu comme centre du champ littéraire de la tradition littéraire locale, entendu comme un champ de lutte dans lequel la dynamique du changement résulte de l'affrontement entre les différents acteurs qui luttent pour la légitimité artistique,.